# Mischocyttarus proximus
Mischocyttarus proximus är en getingart som beskrevs av Zikan 1949. Mischocyttarus proximus ingår i släktet Mischocyttarus och familjen getingar. Inga underarter finns listade i Catalogue of Life.